# Walutowy kurs zróżnicowany
Walutowy kurs zróżnicowany – występuje, gdy dla poszczególnych rodzajów płatności stosuje się odmienne kursy, np. inny kurs przy rozliczeniach towarowych, inny w ruchu turystycznym, inny w rozliczeniach rent i emerytur. W krajach o gospodarce rynkowej i o wymienialnej walucie stosuje się kurs jednolity, w krajach, gdzie jest stosowana reglamentacja dewizowa, obowiązują zwykle kursy zróżnicowane.